# Templo de César

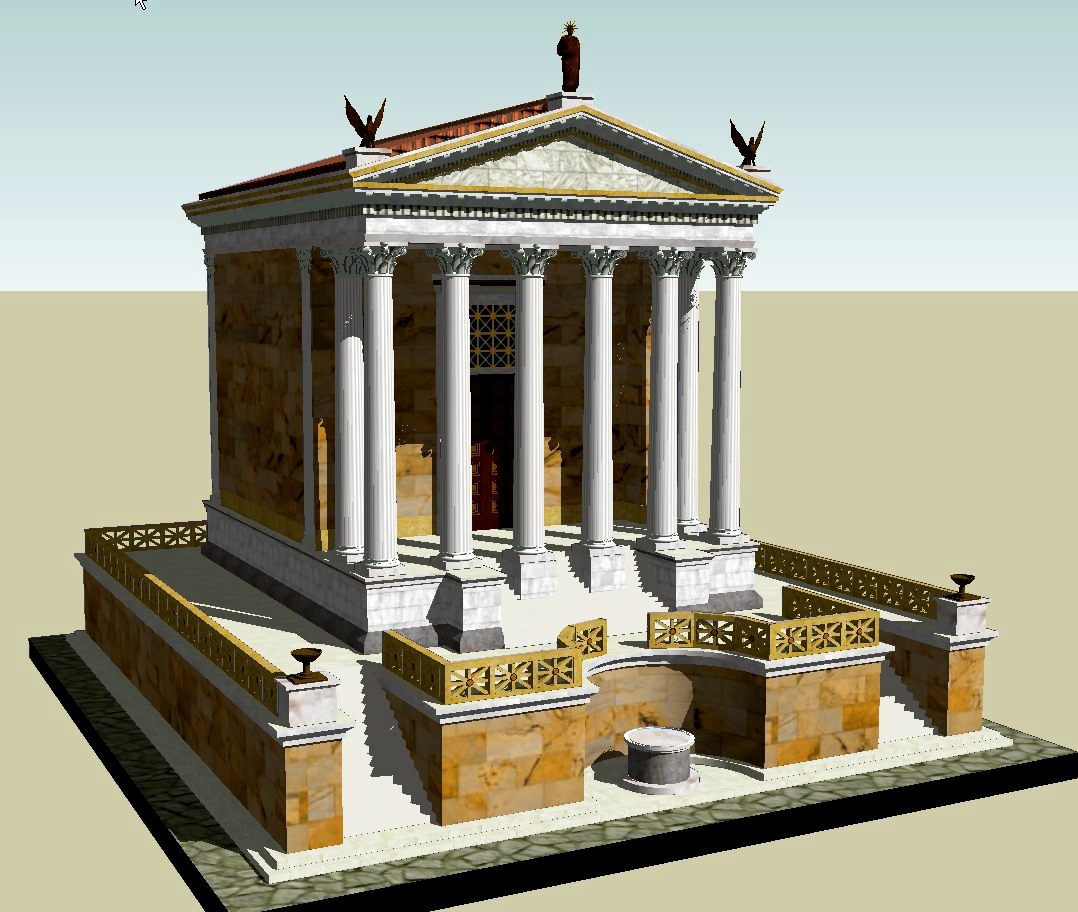
Imagem 3D do templo.

Templo de César ou Templo do Divino Júlio (em latim: Aedes Divi Iuli ou Templum Divi Iuli; em italiano:  Tempio del Divo Giulio), conhecido também como Templo do Deificado Júlio César, Delubro, Heroon ou Templo do Cometa Estelar é uma antiga estrutura do Fórum Romano, Itália, localizada perto da Régia e do Templo de Vesta.

## História
Sua construção foi iniciada por Otaviano (futuro imperador Augusto) em 42 a.C. depois que o senado deificou Júlio César postumamente. Ele dedicou o templo prostilo (não se sabe se era jônico, coríntio ou compósito) a César, que era seu pai adotivo, em 18 de agosto de 29 a.C., logo depois da Batalha de Ácio. O local fica do lado leste da praça principal do Fórum Romano, entre a Régia, o Templo de Castor e Pólux e a Basílica Emília, no local onde César foi cremado e seu testamento foi lido por Marco Antônio.

### Cremação de César
César foi o primeiro habitante de Roma a ser deificado e a receber um templo. Um quarto flâmine maior foi dedicado a ele em depois de 44 a.C. e Marco Antônio foi nomeado flâmine.
De acordo com Apiano, o corpo de César foi transportado numa liteira de marfim e colocado na Rostra num santuário dourado baseado no Templo da Vênus Generatrix, deusa da qual a família dos Júlios alegavam descender. Marco Antônio proferiu seu famoso discurso e o testamento de César foi lido para o público enquanto um mecanismo mecânico, posicionado acima do local, mostrava uma imagem de cera de César, girando-a para que todos pudessem ver claramente os 23 ferimentos que ele sofreu por todo corpo e no rosto. Incitados pelo discurso, pelo testamento e pela imagem de cera, a multidão tentou levar o corpo para o Capitolino para ser enterrado entre os deuses romanos. Porém, os sacerdotes romanos impediram a cremação — provavelmente por considerar que seria perigoso demais dada a quantidade de edifícios de madeira no local — e o corpo foi levado de volta para a Régia, que era a sede de César como pontífice máximo (pontifex maximus): é por isso que, depois de uma violenta discussão sobre a pira funerária e o destino das cinzas de César, o povo romano, os aliados de César e sua família decidiram construir a pira ali mesmo. No final, o corpo foi colocado sobre uma pira montada perto da Régia utilizando toda madeira que puderam encontrar no Fórum, como bancos, por exemplo, e o cremaram numa grande fogueira que durou a noite toda. Aparentemente, no local existia, na época, um "tribunal" que, depois do funeral e da construção do templo, teve que ser movido para a frente dele, provavelmente no local da chamada Rostra de Diocleciano. Este "tribunal" era um "tribunal praetoris sub divo" com degraus conhecidos como Tribunal de Aurélio ("tribunal Aurelium"), uma estrutura construída por Caio Aurélio Cota por volta de 80 a.C., perto do chamado Puteal Libão (Puteal Libonis), um bidental utilizado para realizar os juramentos sagrados antes dos julgamentos.

### Cometa
Para cultuar o pontífice máximo assassinado, um homem santo contra quem utilizar armas brancas era estritamente proibido, um altar e uma coluna foram construídas no local da cremação. A coluna era de pedra amarela da Numídia e trazia a inscrição "Parenti Patriae" ("Fundador da Pátria"), mas este primeiro monumento foi derrubado e removido quase que imediatamente pelo partido antiCésar. Em 42 a.C., Otaviano, Lépido e Marco Antônio decidiram construir o Templo de César.

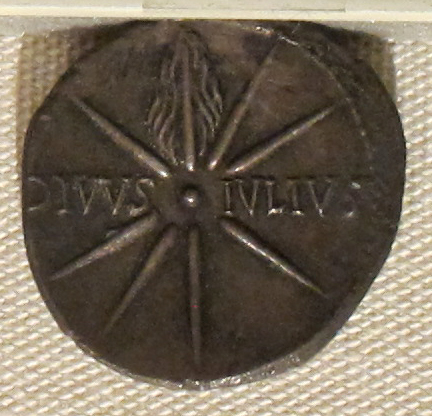
Denário de Augusto com o Cometa de César.

Depois de algum tempo da morte de César, um cometa apareceu no céu de Roma e era claramente visível (todos os dias por sete dias, a partir da primeira antes do pôr-do-sol). Este cometa apareceu pela primeira vez durante os jogos rituais em frente do Templo da Vênus Generatrix, no Fórum de César, e todos em Roma pensaram tratar-se da alma de César deificada e chamada para ficar entre os deuses. Depois da aparição deste sinal, Augusto discursou explicando a aparência do cometa. O conteúdo do discurso é parcialmente conhecido por causa de uma transcrição parcial por Plínio, o Velho. Depois disso, Augusto queria uma série de moedas dedicada ao novo cometa estelar e ao deificado César ("Divus Iulius") fosse cunhada e distribuída por toda parte. Augusto apreciava ser considerado o objeto de qualquer profecia ou relato messiânico e, durante o discurso público que proferiu sobre a aparição do cometa, especificou que ele, o novo governante do mundo, nasceu (politicamente) justamente na aparição de seu pai, Júlio César, como um cometa no céu de Roma anunciando o nascimento (político). Assim, ele seria aquele que havia nascido sob a égide do cometa e aquele que o cometa estava anunciando.
O Templo de César foi o único templo a ser inteiramente dedicado ao culto de um cometa (chamado de "cometa estelar"). O cometa, que apareceu logo depois do assassinato de César (44 a.C.), foi considerado como sendo a alma do deificado Júlio César e o símbolo do "novo nascimento" de Otaviano como "Augusto", o único governante e imperador de Roma. Este é o relato de Plínio, que preservou parte do discurso de Augusto sobre o comenta, a alma de seu pai, César, e seu próprio destino:
| “ | O único lugar em todo mundo onde o cometa é objeto de adoração é um templo em Roma. [...] Sua finada Majestade Augusto considerou este cometa muito propício para si; pois ele apareceu não [...] muito depois da morte de seu pai César. [...] O povo acreditava que estrela significava a alma de César recebida entre os espíritos dos deuses imortais. | ” |

### Consagração
A consagração do Templo durou muitos dias, durante os quais jogos gladiatoriais, reconstruções do cerco a Troia, cenas de caça e banquetes foram realizados. Na ocasião, um hipopótamo e um rinoceronte foram mostrados aos romanos pela primeira vez. Aparentemente, as portas do templo ficaram abertas para que fosse possível que todos visse a estátua do deificado pontífice máximo Júlio César a partir da praça principal do Fórum . Augusto passou, a partir de então, a dedicar seus espólios de guerra no templo de seu pai adotivo. O altar e o santuário desfrutavam ainda do direito de conceder santuário. A cada quatro anos, à frente da Rostra no Divino Júlio, realizava-se um festival em homenagem a Augusto. Era nesta rostra que se realizavam também os discursos funerários dos imperadores subsequentes.

## Arquitetura

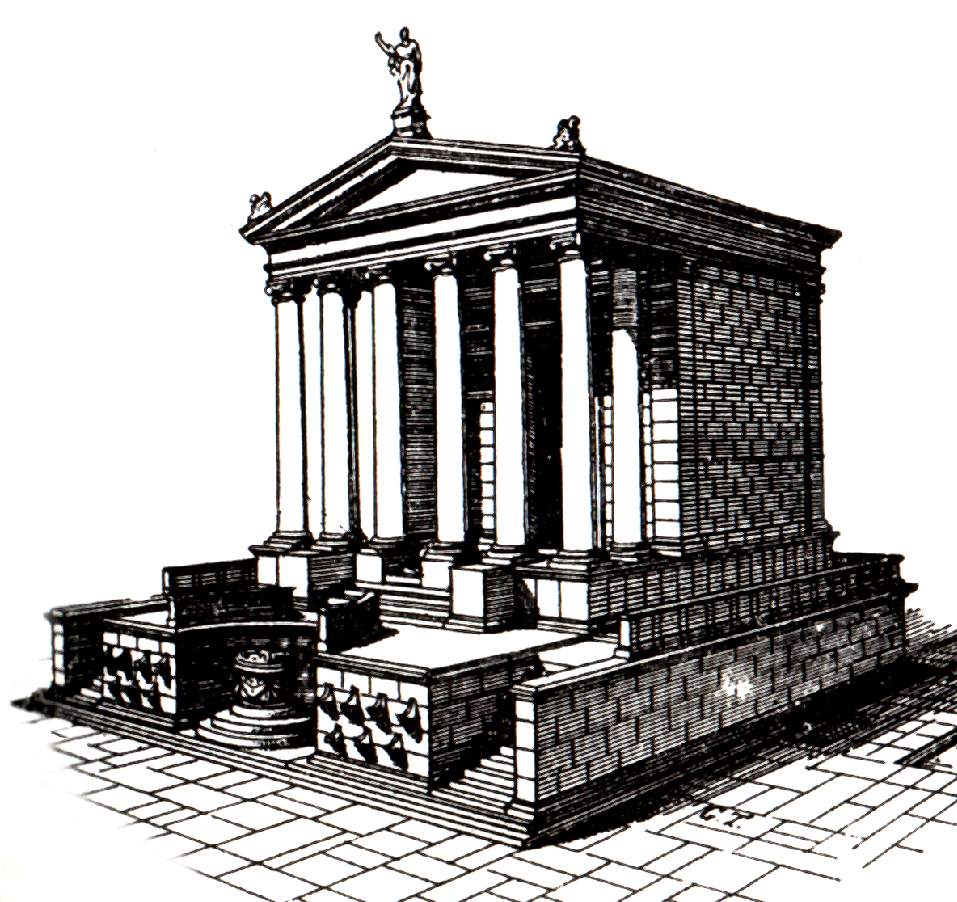
Reconstrução do templo de acordo com Christian Hülsen (1904).

A planta deste templo está faltando no "Plano de Mármore" ("Forma Urbis") imperial conhecido atualmente. Os fragmentos restantes desta área do Fórum estão todos nas lajes V-11, VII-11 e VI-6 do plano, que contém as plantas da Régia, do Templo de Castor e Pólux, a Fonte de Juturna, a Basílica Júlia e a Basílica Emília. O templo media 26,97 metros de largura por 30 metros de comprimento. A plataforma (pódio) tinha pelo menos 5,5 metros de altura. As colunas, se coríntias, tinham provavelmente entre 11,8 e 12,4 metros de altura.
Vitrúvio afirma que o templo era um exemplo de pórtico frontal "picnostilo" (seis colunas de reduzido intercolúnio). Porém, o real arranjo das colunas é incerto e é possível que o templo fosse "prostilo" ou "peripteral".
Que tipo de ordem foi utilizada no templo é também incerto. Evidências em moedas antigas sugerem que as colunas eram jônicas ou compósitas, mas é fato que fragmentos de pilastras com capiteis coríntios foram encontrados no local. Por isso, alguns estudiosos defendem que o templo tinha uma pronau jônica combinada com pilastras coríntias nos cantos da cela; outros consideram que o templo era todo coríntio e que as imagens nas moedas são representações falhas de colunas coríntias. A real distinção entre colunas coríntias e compósitas só passou a fazer sentido depois do Renascimento, pois, na Roma Antiga, ambas eram parte da mesma ordem, mas aparentemente as compósitas eram mais comuns em edifícios civis e no exterior de arcos triunfais e menos comuns no exterior dos templos. Muitos deles e outros edifícios religiosos da época augustana eram coríntios, como o Templo de Marte Ultor, a Maison Carrée (Nîmes) e outros.
O templo foi completamente destruído por um incêndio durante o reinado de Sétimo Severo e restaurado, o que abre a possibilidade de a ordem ter sido alterada durante esta obra.
A posição real da escadaria do pódio é outro elemento desconhecido e um problema ainda a ser resolvido. Já se supôs que a escadaria fosse na frente, de frente para o pódio, dos lados e por atrás, no fundo do pódio e dos lados. Seja como for, não há evidências reais sobre a posição real. A reconstrução com ela no fundo baseia-se numa similaridade hipotética entre este templo e o Templo da Vênus Generatrix do Fórum de César, algo que não foi provado e baseia-se meramente no fato de que, durante o funeral público e o discurso de Marco Antônio, o corpo de César foi colocado num santuário dourado baseado no Templo da Vênus. A posição frontal baseai-se em algumas evidências obtidas pelas escavações do século XIX e nas impressões do local e das antigas moedas.

### Decoração exterior

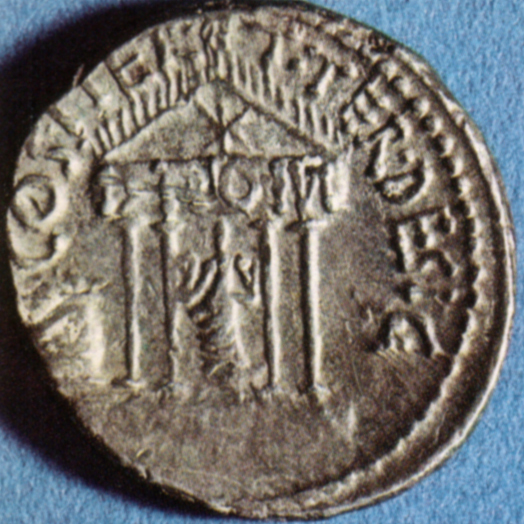
Denário de Augusto mostrando o Templo de César com a estátua colossal em destaque e a estrela no frontão.

Depois de uma minuciosa análise das moedas antigas, é possível determinar duas séries distintas de decorações para a parte superior do frontão da fachada principal do templo. Línguas de fogo (cuja identificação é incerta) decoravam todo o frontão, como no antigo estilo etrusco (provavelmente similar à decoração do Templo de Júpiter Capitolino, no monte Capitolino. Elas parecem reclamar as chamas do cometa, como se pode ver nas moedas do período augustano.
Uma estátua no vértice do frontão e duas outras nos cantos, a decoração clássica dos templos romanos, datam do reinado de Adriano.
O nicho e o altar na frente do pódio do templo também são objeto de especulações frutos da falta de informações. Eles eram visíveis em 29 a.C., quando o templo foi dedicado, e quando a série de moedas de Augusto sobre o templo foi cunhada (entre 37 e 34 a.C.).
Para o período posterior, não há mais evidências claras. Sabe-se que, em algum momento, o altar foi removido, o nicho, preenchido e emparedado para formar uma parede contínua no pódio do templo. Isto teria acontecido, segundo as variadas teorias, ou em 14 a.C. ou numa data desconhecida provavelmente anterior ao século IV por causa de preocupações religiosas a respeito do culto imperial pagão durante os reinados de Constantino ou Teodósio I.
Richardson e outros lançaram a hipótese de que o nicho emparedado pode não ter sido o altar de Júlio César, mas o Puteal de Libão, o antigo bidental utilizado nos julgamentos no Tribunal de Aurélio. De acordo com C. Hülsen, a estrutura circular visível sob o Arco de Augusto não é o Puteal de Libão e também que outros elementos circulares recobertos por travertino perto do Templo de César e do Arco de Augusto são recentes demais para serem da época augustana.
O friso ostentava um padrão repetitivo em formato de rolo com cabeças femininas, górgonas e figuras aladas. O tímpano, pelo menos nos anos iniciais, provavelmente tinha uma estrela colossal, como se vê nas moedas da época de Augusto.
A cornija tinha dentículos e mísulas (um dos primeiros exemplares na arquitetura de templos romana) e as partes inferiores eram decoradas com estreitos painéis retangulares com flores, rosas, discos, coroas de louros e pinhas. Restos das decorações, entre os quais elementos de uma representação da Vitória e florais, estão expostos no Antiquário do Fórum Romano.

#### Interior

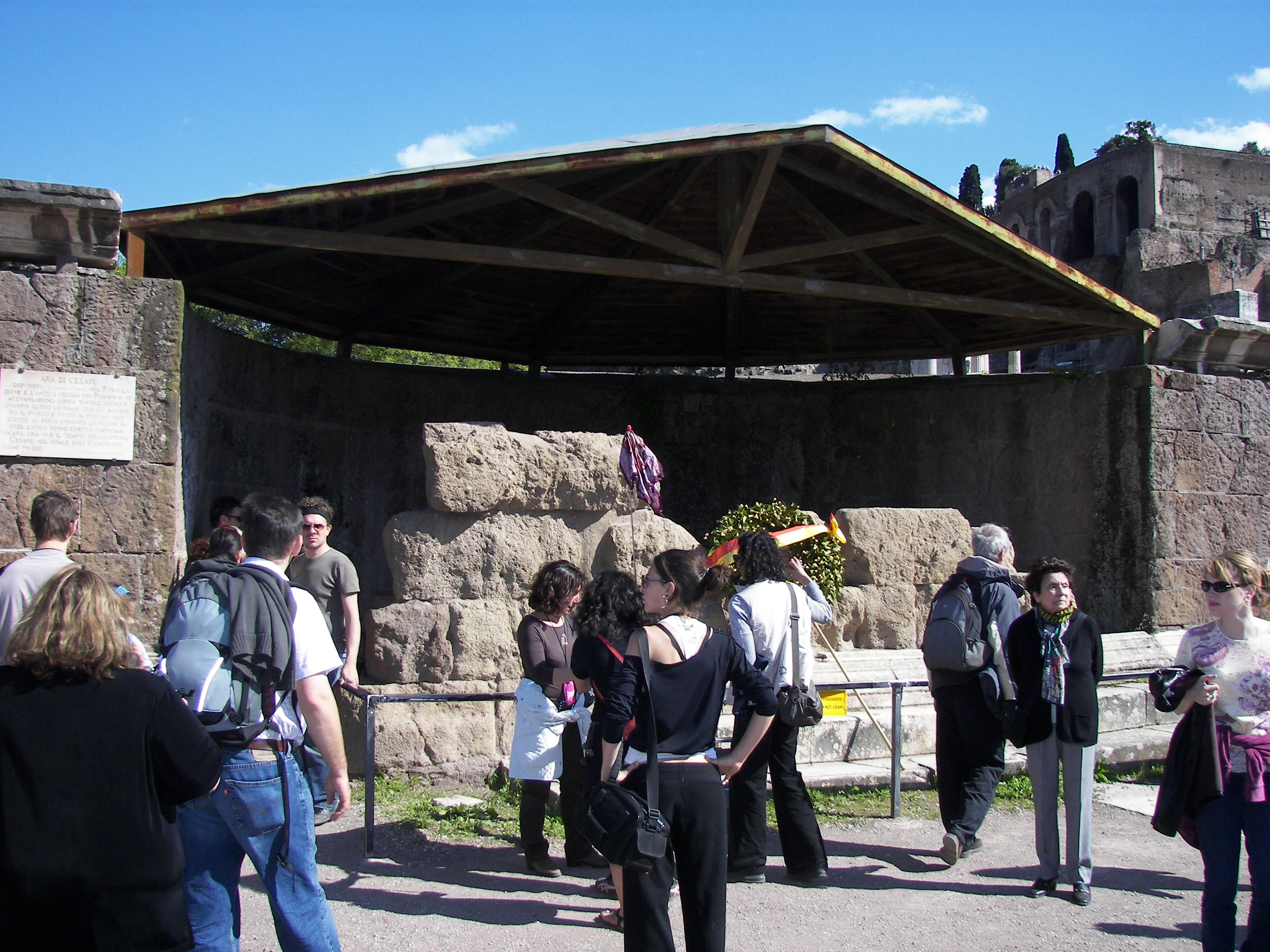
Vista do que restou da frente do templo no Fórum.

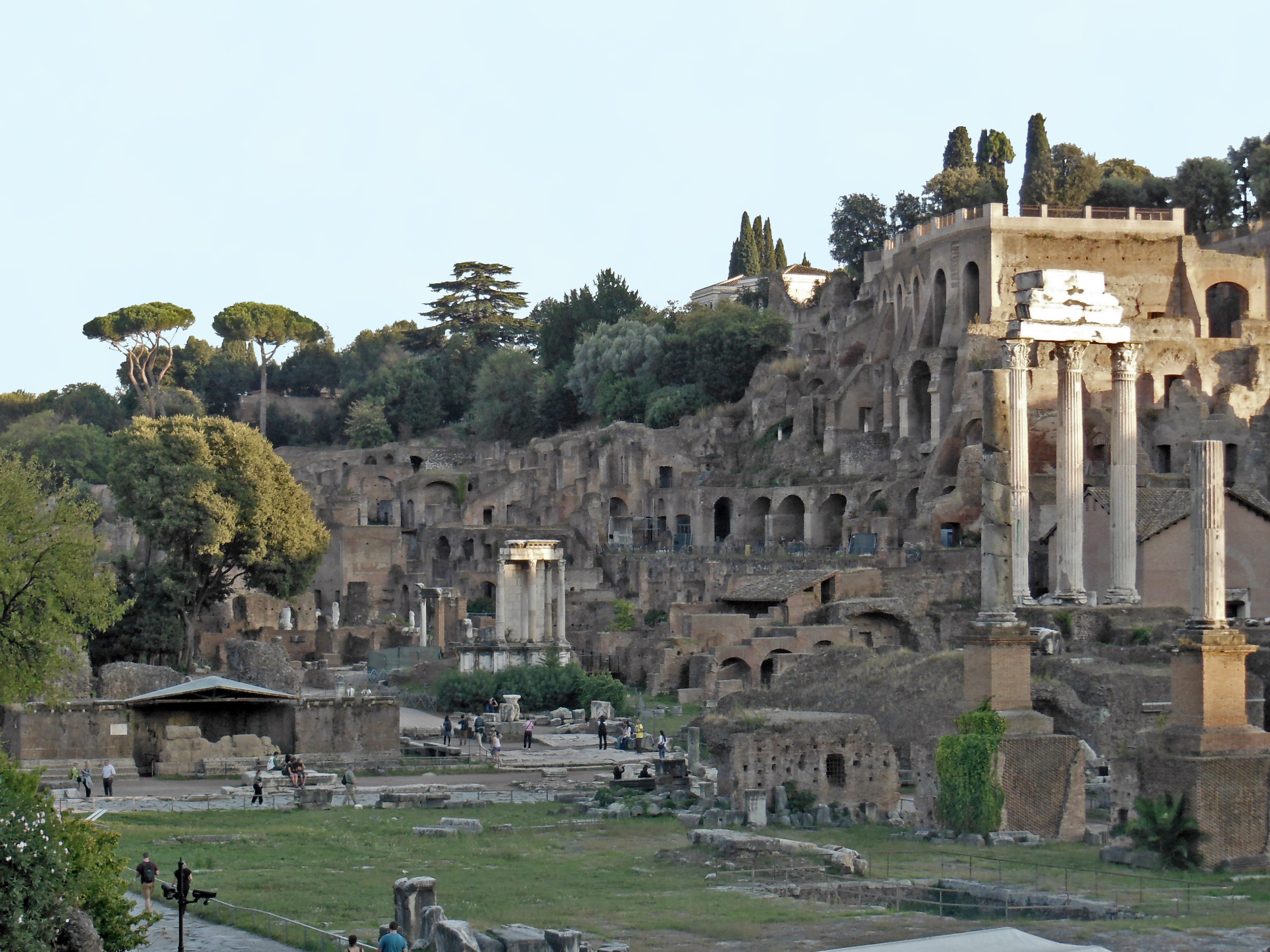
Vista ampla a partir da praça à frente do templo, com Templo de Vesta e o Templo de Castor e Pólux à direta. No fundo, o monte Palatino.

O interior do edifício foi construído em tufo e opus caementicium. As paredes do pódio e da cela eram de travertino e todo o revestimento era de mármore, provavelmente oriundo de Luni, ou seja, mármore carrara. Augusto utilizou o templo para dedicar suas oferendas de espólios de guerra. Ele abrigava uma estátua colossal de Júlio Cesar como pontífice máximo, com uma estrela na cabeça e segurando o cajado augural (lítuo) em sua mão direita. Quando as portas do templo eram deixadas abertas, era possível vê-la a partir da praça em frente. Na cela estava uma famosa pintura de Apeles ("Vênus Anadiômena") que, já na época de Nero, estava tão deteriorada que não pôde mais ser recuperada e acabou sendo substituída por outra. Próxima dela estava outra obra de Apeles, "Dióscuros com a Vitória".

### Rostra
Dião Cássio relata que os rostros de diversos navios capturados na Batalha de Ácio decoravam esta rostra, chamada de Rostra no Divino Júlio (em latim: Rostra ad Divi Iuli). Ele é claramente visível nas moedas do período de Adriano e nos Anaglifos de Trajano (Anaglypha Traiani), mas a ligação entre o pódio e o templo não é evidente.
Por isso,, há várias reconstruções hipotéticas propostas para revelar o arranjo dos edifícios desta parte do Fórum Romano: de acordo com a primeira, o pódio da rostra estava ligado ao Templo de César e era este que tinha as rostras dos navios decorando sua fachada frontal. Outra proposta de reconstrução defende que o pódio da rostra era uma plataforma separada, construída a oeste do Templo de César, diretamente à sua frente, o que resulta que o pódio do templo não era a plataforma utilizada pelos oradores e não era a plataforma à qual estavam ligadas as proas dos navios. Este pódio separado e independente é chamado também de Rostra de Diocleciano (Rostra Diocletiani) por causa da última reforma da construção, na época de Diocleciano.